# Robert Preston
Robert Preston (* 8. Juni 1918 in Newton Highland, Massachusetts; † 21. März 1987 in Montecito, Kalifornien) war ein US-amerikanischer Schauspieler.

## Leben
Robert Preston, der mehrere Musikinstrumente spielte, kam zum ersten Mal auf der High School in Los Angeles in Kontakt mit der Bühne. Er spielte anschließend Theater in Pasadena mit späteren Stars wie Dana Andrews und Victor Mature. 1938 drehte er seinen ersten Film King of Alcatraz. Im folgenden Jahr spielte er unter Star-Regisseur Cecil B. DeMille seine erste bedeutende Rolle in dessen Westernepos Union Pacific. Unter der Regie von William A. Wellman war Preston noch im selben Jahr neben Gary Cooper und Ray Milland in dem Abenteuerklassiker Drei Fremdenlegionäre zu sehen. Ebenfalls unter DeMille und wieder an der Seite von Cooper drehte er 1940 Die scharlachroten Reiter. Sein berühmtester Film mit DeMille war Piraten im karibischen Meer. Preston wirkte an mehreren Kriegsfilmen mit, die im Rahmen des Zweiten Weltkrieges entstanden, ehe er selbst ab 1943 seine Karriere für den Kriegsdienst unterbrach.
Aus Europa zurück spielte er Ende der 1940er-Jahre wieder in Filmen, allerdings tendenziell eher in Low-Budget-Produktionen, ohne den großen Durchbruch zu erreichen. In den 1950er-Jahren konzentrierte er sich mit viel Erfolg auf eine Karriere als Theater- und Musicalschauspieler am Broadway. Seinen größten Erfolg feierte er ab 1957 in der Rolle des charismatischen Bauernfängers Professor Hill in der Originalproduktion des Musicals The Music Man. Hierfür erhielt Preston brillante Kritiken und wurde mit einem Tony Award ausgezeichnet. Auch in der gleichnamigen Verfilmung aus dem Jahr 1962 übernahm er diesen Part.
In späteren Jahren pendelte Preston zwischen Engagements am Broadway, in Hollywood und beim US-Fernsehen. 1974 trat er neben Lucille Ball in der Verfilmung des Jerry-Herman-Musical Mame auf. 1982 spielte er neben Julie Andrews in Blake Edwards Komödie Victor/Victoria den homosexuellen Entertainer Toddy, wofür er eine Oscar-Nominierung als bester Nebendarsteller erhielt. Im selben Jahr erhielt er den Career Achievement Award der Los Angeles Film Critics Association. Seinen letzten Filmauftritt hatte Preston 1984 in dem Science-Fiction-Film Starfight als liebenswürdiger Außerirdischer Centauri – eine Hommage an seine Rolle als Professor Hill.
Preston war von 1940 bis zu seinem Tod mit seiner Schauspielkollegin Catherine Craig verheiratet, die Ehe blieb kinderlos. Der Schauspieler starb im März 1987 im Alter von 68 Jahren an Lungenkrebs.

## Filmografie (Auswahl)
- 1938: King of Alcatraz
- 1939: Union Pacific
- 1939: Drei Fremdenlegionäre (Beau Geste)
- 1940: Die Hölle der Südsee (Typhoon)
- 1940: Die scharlachroten Reiter (North West Mounted Police)
- 1941: Parachute Battalion
- 1942: Piraten im karibischen Meer (Reap the Wild Wind)
- 1942: Die Narbenhand (This Gun for Hire)
- 1942: Wake Island
- 1942: Star Spangled Rhythm
- 1947: Die Affäre Macomber (The Macomber Affair)
- 1947: Mädchen für Hollywood (Variety Girl)
- 1947: Rauhe Ernte (Wild Harvest)
- 1948: Big City
- 1948: Nacht in der Prärie (Blood on the Moon)
- 1948: Der Todesverächter (Whispering Smith)
- 1949: Tulsa
- 1949: Spielfieber (The Lady Gambles)
- 1950: Zweikampf bei Sonnenuntergang (The Sundowners)
- 1951: Der Rächer (Best of the Badmen)
- 1951: Der Arm des Bösen (My Outlaw Brother)
- 1955: Draußen wartet der Tod (The Last Frontier)
- 1960: Das Dunkel am Ende der Treppe (The Dark at the Top of the Stairs)
- 1962: Music Man (The Music Man)
- 1962: Das war der Wilde Westen (How the West Was Won)
- 1963: Ein Schmetterling flog auf (All the Way Home)
- 1972: Junior Bonner
- 1972: Child’s Play
- 1974: Mame
- 1977: Zwei ausgebuffte Profis (Semi-Tough)
- 1979–1980: Der lange Treck (The Chisholms, Fernsehserie, 9 Folgen)
- 1981: S.O.B. – Hollywoods letzter Heuler (S.O.B.)
- 1982: Victor/Victoria (Victor Victoria)
- 1982: Probe für einen Mord (Rehearsal for Murder, Fernsehfilm)
- 1983: Schwester Dulcinas 1-Dollar-Coup (September Gun, Fernsehfilm)
- 1984: Starfight (The Last Starfighter)
- 1985: Finnegan, fang nochmal an (Finnegan Begin Again, Fernsehfilm)
- 1986: Schrei nach Gerechtigkeit (Outrage!, Fernsehfilm)